# Bedford (Nouvelle-Écosse)
Pour les articles homonymes, voir Bedford.
Bedford est une communauté de la ville d'Halifax, qui a été une ville indépendante de 1980 à 1996. Il est situé sur la côte nord-ouest du Bassin de Bedford au centre de la municipalité. Elle est bordée par les communautés voisines de Hammonds Plains à l'ouest, de Sackville au nord, de Dartmouth à l'est et de la partie continentale d'Halifax au sud. Bedford était nommé en l'honneur de John Russell, quatrième duc de Bedford.

## Histoire
En Bedford, les peuples indigènes sont présents depuis des milliers d'années. Les pétroglyphes se trouvent au Lieu historique national du Canada des Pétroglyphes-de-Bedford.Bedford est connue comme Kwipek par les Mi'kmaq.

## Culture

### Récréation
Il y a une promenade populaire au Bedford. Elle commence au parc DeWolf et se poursuit sous la forme du Bedford-Sackville Connector Greenway, un sentier couvert de gravier qui serpente le long de la rivière Sackville.